# Bździochowa Grań

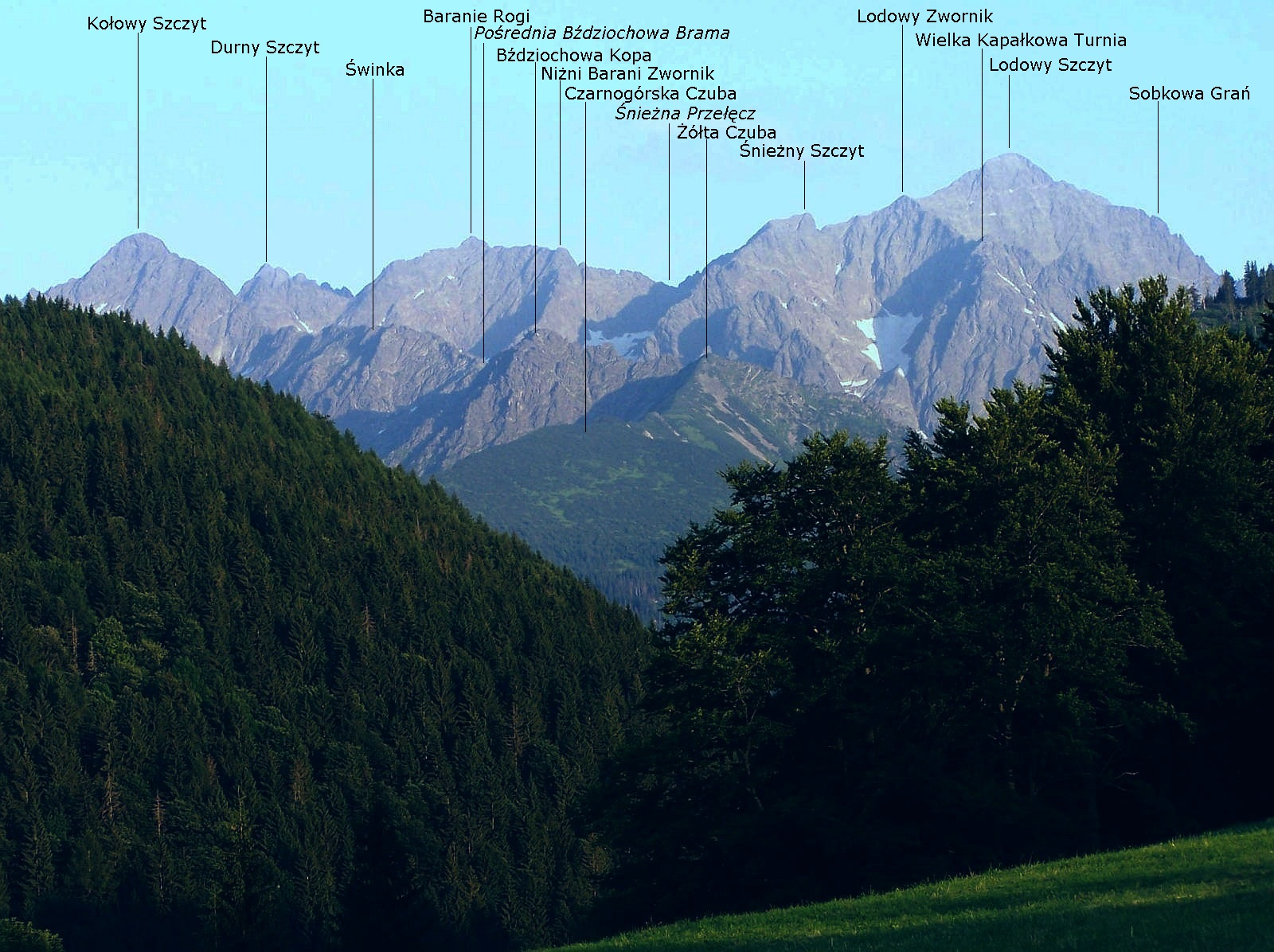
Bździochowa Grań w lewej i środkowej części zdjęcia – od Kołowego Szczytu do Czarnogórskiej Czuby

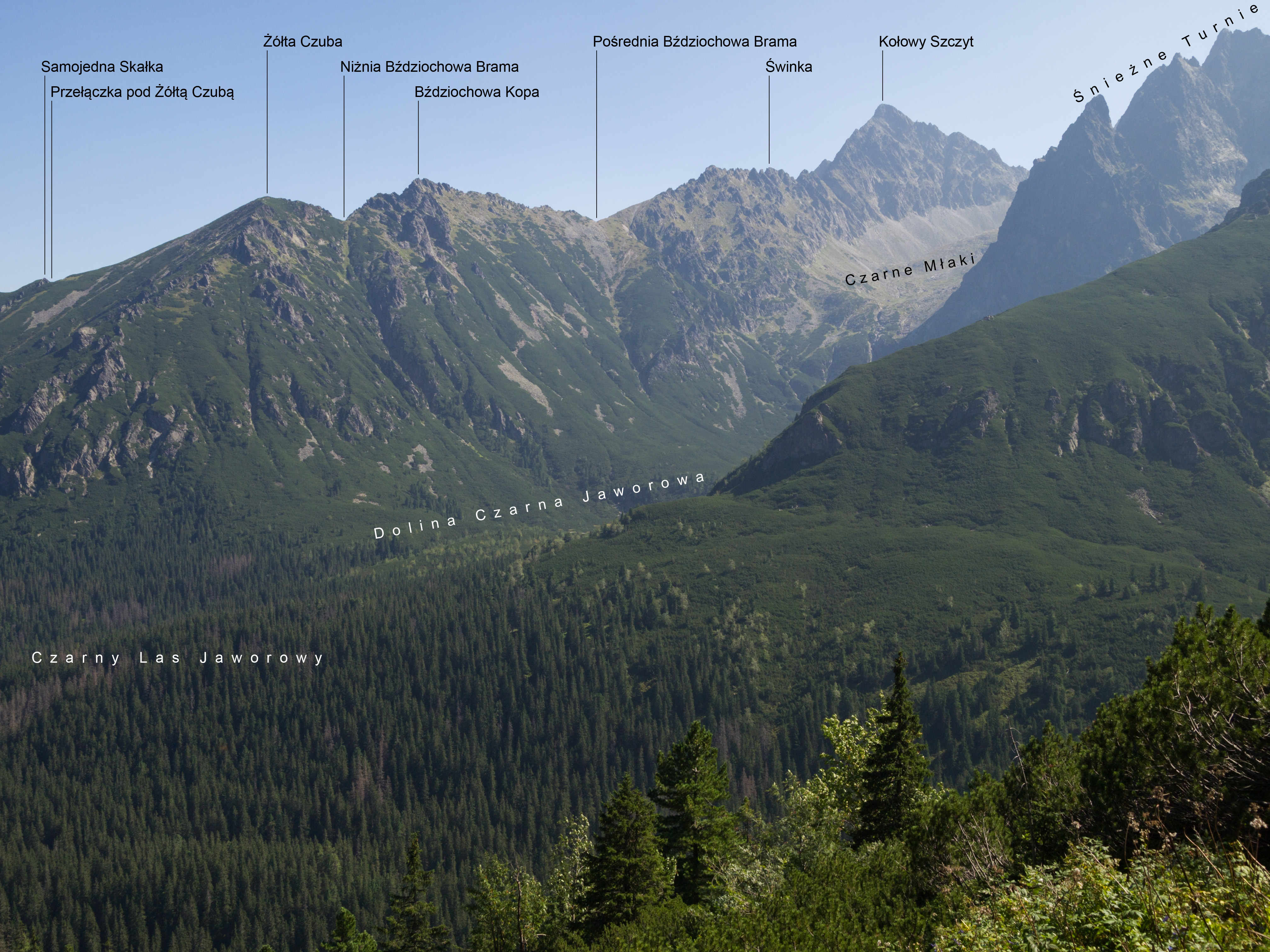
Górna i środkowa część Bździochowej Grani (od Kołowego Szczytu po Samojedną Skałkę)

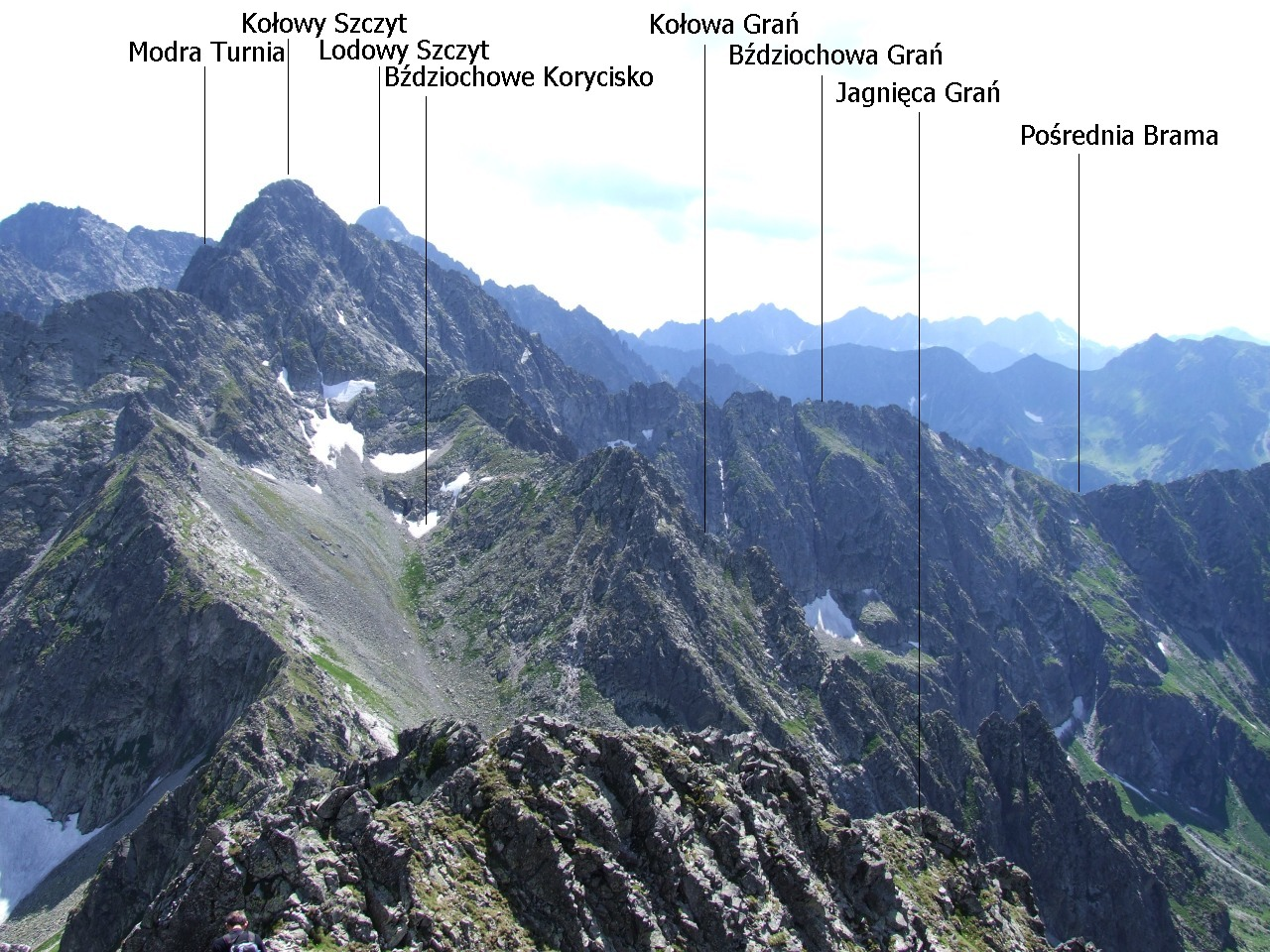
Bździochowa Grań (podpisana)

Bździochowa Grań, Upłazowa Grań (słow. hrebeň Sviniek, hrebeň Brán, niem. Svinka-Grat, węg. Svinka-gerinc) – długa tatrzańska grań boczna odchodząca na północny zachód od Kołowego Szczytu w słowackiej części grani głównej Tatr Wysokich. Oddziela ona Dolinę Kołową od Doliny Czarnej Jaworowej, a na odcinku od Żółtej Czuby Dolinę Kołową i Dolinę Jaworową (od wierzchołka Żółtej Czuby grań ta zmienia kierunek i biegnie na północ). Na żaden z obiektów w Bździochowej Grani nie prowadzą szlaki turystyczne.

## Przebieg grani
Od wierzchołka Kołowego Szczytu w Bździochowej Grani znajdują się kolejno (wysokości i alternatywne nazwy za atlasem satelitarnym Tatr i Podtatrza, słowackie nazwy za czterojęzycznym słownikiem Tatr):
- Zadnia Świnkowa Szczerbina (Štrbina za Bránou, ok. 2170 m),
- Wyżnia Bździochowa Brama (Wyżnia Upłazowa Brama, Vyšná brána, ok. 2140 m),
- Skrajna Świnkowa Szczerbina (Štrbina pred Bránou, Štrbina za Svinkou),
- Świnka (Svinka, 2163 m),
- Pośrednia Bździochowa Brama (Pośrednia Upłazowa Brama, Prostredná brána, 1981 m),
- Bździochowa Kopa (Upłazowa Kopa, Kopa brán, 2022 m),
- Niżnia Bździochowa Brama (Niżnia Upłazowa Brama, Nižná brána, ok. 1915 m),
- Żółta Czuba (Žltá kopa, 1939 m),
- Przełączka pod Żółtą Czubą (Żółta Przełączka, Sedlo pod Žltou kopou, ok. 1800 m[3]),
- Samojedna Skałka (Samojedna skalka, ok. 1805 m[3]),
- Czarnogórska Przełączka (Sedlo pod Kolovým úplazom),
- Czarnogórska Czuba (Kolový úplaz, Vrch nad Úplazom, 1784 m)[3].

Najwyższy punkt Bździochowej Grani (poza granią Kołowego Szczytu) znajduje się pomiędzy Zadnią Świnkową Szczerbiną a Wyżnią Bździochową Bramą – wznosi się na wysokość ok. 2182 m i jest nienazwany.

## Historia i nazewnictwo
Nazwy Bździochowej Grani i innych obiektów w tej okolicy wywodzą się prawdopodobnie od góralskiego nazwiska lub przydomka Bździoch, odnoszącego się do pasterza lub myśliwego, który przebywał długo w Dolinie Kołowej. Słowo bździoch jest jednak również ludową nazwą rdestu. Ivan Bohuš pisał, że Wyżnia Bździochowa Brama nosiła dawniej nazwę vyšná smradľavcova brána (wyżnia śmierdzielowa brama), która została przekształcona przez purystów językowych, mających duży wpływ na końcowe kształty wielu tatrzańskich określeń. Nazwa Świnki mogłaby zatem mieć podobne pochodzenie.
Autorzy atlasu satelitarnego Tatr i Podtatrza stosują dla grani nazwę Upłazowa Grań i odpowiednie nazwy wprowadzają dla obiektów znajdujących się w niej.
Pierwszego przejścia całej Bździochowej Grani dokonali Alfréd Grósz, Edwin Kehler i Oskar Knott 7 lipca 1942 r.